# Garsende de Forcalquier
Garsende ou Garsinde de Forcalquier (vers 1150 et † av. 1193 est une aristocrate du XIIe siècle, comtesse de Forcalquier et dame de la Tour d'Aigues.

## Biographie
Garsende ou Garsinde semble naître vers 1150,. Elle est la fille unique du seigneur Guillem/Guillaume IV de Forcalquier et de son épouse. Celle-ci n'est pas connue dans les actes. Les hypothèses varient : Adélaïde/Azalais [de Béziers] (selon fmg.ac/MedLands) ; Cécile [de Béziers] ;  Marguerite [de Bourbon] (selon Elzière ou Varano),, reprenant La Chorographie ou description de la Provence, d'Honoré Bouche (XVIIe siècle).
Elle est mariée, vers 1178, à Rainon/Raynon/Rainier III de Sabran, seigneur du Caylar, baron d'Ansouis, comte d'Ariano, co-seigneur d'Uzès, fils de Rostang de Sabran et de Roscie du Caylar, alias d'Uzès,. 
Garsende de Forcalquier semble mourir avant 1193, selon Thierry Pécou (2004). Pour Luc Antonini (1995), spécialiste des familles provençales, elle pourrait être décédée vers 1080.
Rainon se remarie à Guillerme/Guillelma, sans doute fille de Raimon III Gaulcem, seigneur de Lunel, et de Sibylle de Montpellier.

## Famille
Garsende de Forcalquier mariée, vers 1178, à Rainon/Raynon/Rainier III de Sabran, a deux filles :
- Garsende (1180 † 1242), comtesse de Forcalquier, mariée en 1193 à Alphonse II d'Aragon, comte de Provence ;
- Béatrice (Béatrix) (1182 † v. 1248), comtesse de Gap et d'Embrun, épouse le 3 juin 1202 le dauphin Guigues VI de Viennois, avec qui elle aura une fille, Béatrice, mariée à Amaury VI de Montfort ;  Béatrice de Sabran est répudiée en 1215.